# Fernando Alfageme Roldán
Fernando Alfageme Roldán (Madrid, 9 de julio de 1977) es médico especializado en dermatología. Introductor de la ecografía cutánea en España,  es profesor asociado de la Universidad Autónoma de Madrid y responsable de la Unidad de Ecografía Dermatológica del Hospital Universitario Puerta de Hierro de Majadahonda. Divulgador en el ámbito de la dermatología, es autor de varios ensayos, manuales y artículos académicos.

## Desarrollo
Licenciado en Medicina por la Universidad Autónoma de Madrid (2001), se doctoró en Medicina y Cirugía  (UCM), con la tesis “Cirugía Dermatológica Infantil en el Hospital Gregorio Marañon: análisis clínico, rentabilidad económica y satisfacción post-quirúrgica” en 2010; y está  especializado en diagnóstico por imagen en dermatología (dermatoscopia y ecografía cutánea) y sus aplicaciones (teledermatología e intervencionismo mínimamente invasivo). 

Tras la publicación del artículo “Ecografía cutánea” en la revista Actas Dermo-Sifiliográficas (2014),  se le considera el introductor de la técnica diagnóstica de la ecografía cutánea en España, habiendo sido utilizada por primera vez en el ámbito hispano por la radióloga Dra. Wortsman en Chile.
Nuevas investigaciones y aplicaciones de esta técnica diagnóstica han permitido detectar distintas patologías, entre ellas el cáncer de piel  o melanoma maligno cutáneo. La ecografía cutánea también se utiliza para la detección de tumores cutáneos, procesos inflamatorios, alteraciones ungueales, enfermedades del pelo y  dermoestética.
Desde las aulas de la Universidad Autónoma como profesor asociado y desde el Departamento de Dermatología del Hospital Puerta de Hierro ha mantenido una constante actividad docente y difusora de estas técnicas,  impartiendo cursos, talleres y congresos  de ecografistas y dermatólogos.
Forma parte de la Academia Española de Dermatología y Venereología (AEDV) ocupando una vocalía,  y también de la Sociedad Española de Ecografía (SEECO), la International Dermoscopy Society (IDS) y el American Institute of Ultrasound in Medicine (AIUM). 

## Publicaciones

### Difusión
- Manual de Ecografía Cutánea (2013). ISBN 101480262706
- Handbook Of Skin Ultrasonography (2013). ISBN101480262846
- Ecografía cutánea Facial Práctica (2013). ISBN 101492994545

### Artículos académicos
- Alfageme Roldán F. Elastography in Dermatology. Actas Dermosifiliogr. 2016 Jun 25. pii: S0001-7310(16)30152-1. doi: 10.1016/j.ad.2016.05.004. [Epub ahead of print]